# پوپجوی (آیووا)
پوپجوی (به انگلیسی: Popejoy) شهری در ایالت آیووا کشور ایالات متحده آمریکا است که جمعیت آن در سرشماری سال ۲۰۱۰ میلادی، ۷۹ نفر بوده‌است.